# Cyclopeltis crenata
Cyclopeltis crenata är en ormbunkeart som först beskrevs av Fée, och fick sitt nu gällande namn av Carl Frederik Albert Christensen. Cyclopeltis crenata ingår i släktet Cyclopeltis och familjen Lomariopsidaceae. Inga underarter finns listade.